# Anneau de Dedekind

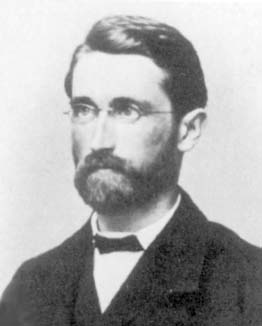
Richard Dedekind définit et établit les bases de la théorie des anneaux portant maintenant son nom.

En mathématiques, un anneau de Dedekind est un anneau commutatif disposant de propriétés particulières (voir aussi anneau de Dedekind non commutatif). Sa formalisation initiale a pour objectif la description d'un ensemble d'entiers algébriques, ce concept est aussi utilisé en géométrie algébrique.
Les anneaux de Dedekind doivent leur origine à la théorie algébrique des nombres. Pour résoudre des équations comme celle du dernier théorème de Fermat, même pour de petits exposants, l'anneau des entiers relatifs s'avère malcommode. Il est parfois plus simple de considérer d'autres anneaux, comme celui des entiers de Gauss, d'Eisenstein ou l'anneau des entiers de ℚ(√5). Le théorème des deux carrés de Fermat ou encore l'équation de Pell-Fermat illustrent l'utilité d'une telle structure. Leurs études se fondent sur le cas particulier des entiers quadratiques, plus simple que le cas général.
Cette formulation est l'œuvre de Richard Dedekind et date de la fin du XIXe siècle.

## Définitions
Quatre définitions sont nécessaires pour aborder celle de l'article.
- Soient K un corps commutatif et A un sous-anneau unitaire de K. Un élément de K est dit entier sur A s'il est annulé par un polynôme unitaire à coefficients dans A.
- Le sous-anneau de K formé des éléments entiers sur A est appelé la fermeture intégrale de A dans K.
- Soit A un anneau (commutatif unitaire) intègre. Il se plonge dans son corps des fractions. (La méthode est l'analogue de celle permettant de construire le corps des nombres rationnels à partir de l'anneau des entiers relatifs.) L'anneau A est dit intégralement clos si sa fermeture intégrale dans son corps des fractions est réduite à A. Tout anneau factoriel est intégralement clos.
- Un anneau commutatif unitaire est dit noethérien si toute suite croissante d'idéaux est stationnaire, c'est-à-dire constante à partir d'un certain rang.

Définition — Un anneau est dit de Dedekind s'il vérifie les propriétés suivantes :
1. il est commutatif, unitaire, intègre ;
2. il est noethérien ;
3. il est intégralement clos ;
4. et tous ses idéaux premiers non nuls sont maximaux.

La condition 4 traduit la propriété que la dimension de Krull de l'anneau est inférieure ou égale à 1 — donc égale à 1 si l'on écarte le « cas trivial » où cet anneau est un corps.
Tout anneau de Dedekind factoriel est principal.

## Propriétés

### Idéal fractionnaire
Une propriété essentielle d'un anneau de Dedekind réside dans le fait que tout idéal non nul se décompose de manière unique en un produit d'idéaux premiers. Ce résultat est un substitut au théorème fondamental de l'arithmétique, qui ne s'applique que dans un anneau factoriel. Plus précisément, en convenant qu'un idéal I de A est « inversible » lorsqu'il l'est en tant qu'idéal fractionnaire, c'est-à-dire lorsqu'il existe un idéal J de A tel que IJ soit un idéal principal non nul :
Théorème — Soit A un anneau commutatif unitaire, les propriétés suivantes sont équivalentes :
1. A est un anneau de Dedekind ;
2. tout idéal premier non nul de A est inversible[3] ;
3. tout idéal non nul de A est inversible ;
4. A est intègre et tout idéal non nul de A est produit d'idéaux maximaux ;
5. A est intègre et tout idéal de A est produit d'idéaux premiers.

De plus, si A est un anneau de Dedekind :
- la décomposition de tout idéal non nul en produit d'idéaux premiers est unique (à l'ordre près des facteurs) ;
- pour tous idéaux non nuls I et J de A, il existe[4] un idéal non nul I' de A premier à J tel que II' soit principal ;
- pour tout idéal non nul I de A et tout élément non nul α de I, il existe[5] dans I un élément β tel que I soit engendré par α et β.

Exemple :
Dans l'anneau {\displaystyle \mathbb {Z} [{\sqrt {-5}}]}, il n'y a pas unicité de la décomposition d'un élément en produit d'éléments irréductibles. Ainsi :
{\displaystyle 2\times 3=(1+{\sqrt {-5}})\times (1-{\sqrt {-5}})}
Mais en notant (a) l'idéal principal engendré par un élément a, et (a,b) l'idéal engendré par deux éléments a et b, on a :
- les idéaux {\displaystyle (1+{\sqrt {-5}},1-{\sqrt {-5}})}, {\displaystyle (1+{\sqrt {-5}},3)} et {\displaystyle (1-{\sqrt {-5}},3)} sont premiers et non principaux ;
- les décompositions en produit d'idéaux premiers des idéaux (2), (3), {\displaystyle (1+{\sqrt {-5}})}, {\displaystyle (1-{\sqrt {-5}})} et (6) sont :
{\displaystyle (2)=(1+{\sqrt {-5}},1-{\sqrt {-5}})\times (1+{\sqrt {-5}},1-{\sqrt {-5}})},
{\displaystyle (3)=(1+{\sqrt {-5}},3)\times (1-{\sqrt {-5}},3)},
{\displaystyle (1+{\sqrt {-5}})=(1+{\sqrt {-5}},1-{\sqrt {-5}})\times (1+{\sqrt {-5}},3)},
{\displaystyle (1-{\sqrt {-5}})=(1+{\sqrt {-5}},1-{\sqrt {-5}})\times (1-{\sqrt {-5}},3)},
{\displaystyle (6)=(1+{\sqrt {-5}},1-{\sqrt {-5}})\times (1+{\sqrt {-5}},1-{\sqrt {-5}})\times (1+{\sqrt {-5}},3)\times (1-{\sqrt {-5}},3)}.

### Valuations
L'existence et l'unicité de la décomposition d'un idéal en idéaux premiers permet la définition (également présentée dans l'article détaillé) d'une famille de fonctions appelées valuations.
La valuation en P, où P désigne un idéal premier non nul, est une fonction qui à un idéal non nul J de A associe le plus petit entier naturel n tel que Pn contienne J. Cette fonction est souvent notée : vP. Elle se prolonge sur les idéaux fractionnaires de A et prend alors ses valeurs dans l'ensemble des entiers relatifs. Si Π désigne l'ensemble des idéaux premiers non nuls et F un idéal fractionnaire non nul :
La fonction qui à P associe vP(F) (pour F fixé) est nulle presque partout, c'est-à-dire que le produit précédent ne contient qu'un nombre fini de facteurs différents de A. Cette formule définit un isomorphisme entre le groupe des idéaux fractionnaires et le groupe abélien libre engendré par Π.
À partir de cette fonction valuation sur les idéaux, on définit une valuation sur K, le corps des fractions de l'anneau de Dedekind A : pour un élément k, vP(k) est égal à l'image par vP de l'idéal fractionnaire principal kA. À chacune de ces valuations vP sur K est associé un anneau de valuation, et A est l'intersection de tous ces sous-anneaux de K.

### Localisation
Une structure utile pour l'analyse d'un anneau de Dedekind est un anneau de fractions particulier.
Si P est un idéal premier d'un anneau commutatif unitaire intègre A, le localisé de A en P, noté AP, désigne l'ensemble des fractions a / b telles que a est élément de A et b un élément de A qui n'est pas dans P. C'est un anneau local : son unique idéal maximal est P.AP.
Si A est de Dedekind, cet anneau AP est de plus principal. C'est donc soit un corps si P est nul, soit un anneau de valuation discrète sinon. Comme les idéaux fractionnaires, la structure des localisés de A caractérise les anneaux de Dedekind, plus précisément :

Soit A un anneau commutatif unitaire intègre noethérien. Les propriétés suivantes sont équivalentes :
1. A est de Dedekind ;
2. pour tout idéal maximal M, le localisé de A en M est un anneau principal ;
3. tout idéal premier non nul M est maximal et pour un tel M, le A/M-espace vectoriel M/M2 est de dimension 1.

## Exemples

### Entier algébrique
Le premier exemple est donné par « l'anneau des entiers » (algébriques) d'un corps de nombres (c'est-à-dire d'une extension finie du corps des rationnels). Un premier type d'anneau de cette nature est celui des entiers d'un corps quadratique. Deux cas particuliers simples sont les entiers de Gauss et ceux d'Eisenstein. Ces deux anneaux sont euclidiens et leur groupe des unités est cyclique fini. L'anneau des entiers de ℚ(√5) met en évidence une obstruction : son groupe des unités est infini. Les anneaux d'entiers quadratiques permettent d'analyser les deux obstructions et de comprendre leur nature à l'aide d'une étude plus simple que celle du cas général.
Un exemple très étudié est celui de l'anneau des entiers d'une extension cyclotomique, c'est-à-dire d'une extension contenant toutes les racines d'un polynôme cyclotomique. Une telle extension est non seulement galoisienne, mais même abélienne.
Dans un cas un peu plus général :

Tout corps de nombres est le corps des fractions de l'anneau de ses entiers, et cet anneau est de Dedekind.

### Extension finie
Une méthode pour construire un anneau de Dedekind est de considérer la fermeture intégrale d'un anneau de Dedekind A dans une extension finie de son corps des fractions K. C'est une généralisation du cas A = Z ci-dessus.

Soit L une extension finie séparable de K et B la fermeture intégrale de A dans L, alors B est un anneau de Dedekind, et son corps des fractions est L.
La séparabilité de L est utilisée, dans l'article « Anneau noethérien », pour montrer que B est fini sur A (la forme trace de l'anneau B est non dégénérée, ce qui permet de montrer simplement le caractère fini de B, c'est-à-dire de type fini en tant que module sur A). Cet énoncé reste vrai pour toute extension finie L de K (non nécessairement séparable), cependant B ne sera plus nécessairement de type fini en tant que A-module.
L'étude des anneaux de Dedekind d'une extension de cette nature offre des outils d'analyse de la structure du corps L. La décomposition des idéaux premiers de K dans L permet de définir la ramification. Ce concept est utilisé, par exemple pour établir le théorème de Kronecker-Weber. La théorie des corps de classes généralise son usage.

### Géométrie algébrique
Si les extensions finies des nombres rationnels contiennent des fermetures intégrales jouissant des propriétés d'un anneau de Dedekind, il en est de même pour les extensions finies de F(X). Ici F désigne un corps fini et F(X) le corps des fractions rationnelles. Cet ensemble est le corps des fractions des polynômes formels à coefficients dans F.
Une extension finie de F(X) est appelé un corps de fonctions. Il est possible d'y étudier les fermetures intégrales. Si les analogies sont nombreuses, l'arithmétique sur un corps de fonctions est souvent plus facile que sur un corps de nombres. Plusieurs raisons sont à l'origine de la simplification. Les valeurs absolues sur les corps de fonctions sont toutes ultramétriques, en revanche il en existe une archimédienne sur les nombres rationnels. Les corps de fonctions disposent d'un outil bien utile, la dérivation, qui n'existe pas pour les corps de nombres. Enfin, il est possible de considérer le produit tensoriel F(X)⊗F(X), qui n'a pas d'équivalent intéressant sur les corps de nombres.

## Histoire

### Premiers essais

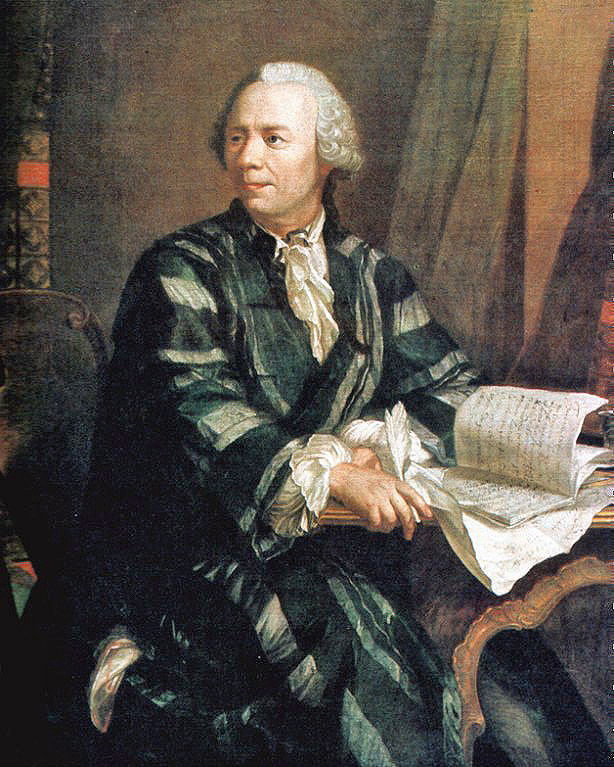
Leonhard Euler utilise pour la première fois un anneau d'entiers algébriques.

L'histoire initiale de l'étude des anneaux de Dedekind se confond avec celles des entiers algébriques. En 1753, Leonhard Euler écrit à Goldbach qu'il a trouvé une preuve du dernier théorème de Fermat pour n égal à 3. Elle se fonde sur l'utilisation de l'anneau des nombres de la forme a + bi√3 où a et b sont des entiers relatifs et i l'unité imaginaire. La preuve se révèle fausse car, contrairement à ce qu'imagine le mathématicien, un tel anneau n'est pas factoriel c'est-à-dire qu'il n'existe pas une unique décomposition en facteurs irréductibles ; un contre exemple est donné par les deux décompositions suivantes :
Si l'application est encore approximative, l'utilisation d'ensemble de nombres de cette nature s'avère fructueuse. Carl Friedrich Gauss étudie les nombres de la forme a + ib permettant, par exemple de fournir des preuves élégantes du théorème des deux carrés de Fermat ; ils sont maintenant dénommés entiers de Gauss. Gotthold Eisenstein analyse l'anneau des entiers portant son nom et qui offre le cadre d'une démonstration rigoureuse du « dernier théorème de Fermat » pour n égal à 3, analogue à celle d'Euler.

### Groupe des unités

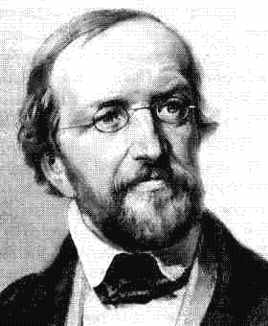
Dirichlet établit le théorème clé associé aux unités d'un anneau d'entiers.

La résolution générale du dernier théorème de Fermat amène l'étude d'autres anneaux d'entiers. 
L'anneau des entiers de ℚ(√5) est celui des nombres de la forme a + b(1 + √5)/2 avec a et b entiers relatifs. Si l'anneau est bien euclidien, l'ensemble des éléments inversibles encore appelé groupe des unités devient infini. Or ces éléments interviennent dans les énoncés classiques de la théorie des anneaux, comme la décomposition en facteurs premiers.
L'analyse du groupe des unités dans le cas d'entiers quadratiques revient à l'étude de la structure des solutions de l'équation de Pell-Fermat. Une élucidation générale de la structure du groupe des unités de l'anneau des entiers d'un corps de nombres est finalement donnée par Dirichlet et porte maintenant le nom de théorème des unités de Dirichlet.
La compréhension de la structure du groupe des unités ne permet néanmoins pas de venir à bout du dernier théorème de Fermat. Gabriel Lamé prouve bien, quatorze ans après Dirichlet, l'absence de solution pour n égal à 7 à l'aide d'un anneau entiers quadratique comportant un groupe des unités infini. Cependant la preuve est complexe et non généralisable.

### Deuxième obstruction

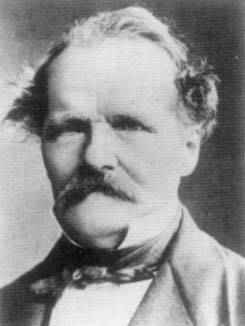
Ernst Kummer comprend comment contourner la deuxième obstruction.

Lamé croit trouver une solution générale en utilisant l'anneau des entiers (sur ℤ) d'un corps cyclotomique. Un corps cyclotomique d'indice n est le plus petit corps contenant les racines n-ièmes de l'unité du corps des complexes. Son erreur consiste à supposer, en termes modernes, que l'anneau est factoriel, c'est-à-dire que le théorème fondamental de l'arithmétique s'applique sur une structure de cette nature.
Cette propriété, que l'on sait être fausse dans le cas général pour les anneaux d'entiers quadratiques n'est pas non plus vérifiée pour les entiers cyclotomiques. En 1844, soit trois ans plus tôt, Ernst Kummer avait établi cette absence de propriété dans le cas général en exhibant un contre-exemple, les entiers du corps cyclotomiques des racines 23-ièmes de l'unité.
L'absence de factorialité de ce type d'anneau est, à la suite de Kummer, considérée comme la deuxième obstruction pour les anneaux de cette nature. Une manière d'interpréter cette difficulté consiste à considérer qu'il « manque » des nombres pour assurer l'existence de la décomposition en facteurs premiers. Kummer définit des nombres idéaux (en) palliant les manques et permettant d'exprimer une nouvelle forme de théorème fondamental de l'arithmétique. Elle lui permet de démontrer le dernier théorème de Fermat pour toute valeur de n jusqu'à 100 qui soit un nombre premier régulier, c'est-à-dire à l'exception de 37, 59 et 67 (parmi les nombres premiers < 100).

### Formalisme de Dedekind
À l'instar de Leopold Kronecker, l'objectif de Dedekind est de généraliser les résultats de Kummer à l'anneau des entiers de tout corps de nombres et non pas seulement aux corps cyclotomiques. Leurs philosophies sont néanmoins opposées, l'objectif de Dedekind est en rupture avec la tradition calculatoire de Gauss et Kummer. Il cherche à démontrer les propriétés de ces anneaux à l'aide de leurs caractéristiques fondamentales et non pas le fruit de calculs complexes.
À cette occasion, il formalise la notion d'idéal et d'idéal principal. La multiplication des idéaux principaux correspond à celles de leurs générateurs et se généralise à tous les idéaux. L'objectif est alors de montrer que tout idéal se décompose de manière unique en un produit d'idéaux premiers. Les nombres idéaux de Kummer conduisent aux idéaux premiers non principaux. Un outil essentiel est la notion d'idéal fractionnaire, que Dedekind formalise en 1876. Il montre que les idéaux fractionnaires de l'anneau des entiers d'un corps de nombres forment un groupe abélien et énonce un théorème fondamental : le quotient par le sous-groupe des idéaux fractionnaires principaux est fini. Ce groupe quotient est appelé groupe des classes d'idéaux. Il démontre ce résultat dans toute sa généralité à la fin du siècle.

### XXesiècle
À la différence des anneaux principaux, les cas d'anneaux de Dedekind sont finalement fréquents. De plus, ils ne se limitent pas aux fermetures intégrales d'extensions de corps. Un vaste sujet utilise largement cette structure : la géométrie algébrique. L'anneau des entiers relatifs est remplacé par un anneau de polynômes sur un corps fini et le corps de nombres par un corps de fonctions. Un tel anneau[Lequel ?] est encore un anneau de Dedekind.
De nouveaux outils comme la notion de valuation sont développés et les anneaux de valuation discrète permettent d'étudier de nouvelles structures comme les nombres p-adiques.